# Fulcanelli
Fulcanelli es el seudónimo de un autor de libros de alquimia del siglo XX. Se han lanzado todo tipo de especulaciones sobre su verdadera identidad. Su obra se compone de dos libros: El misterio de las catedrales, y Las moradas filosofales, más un tercer libro, considerado apócrifo: Finis Gloriae Mundi.

## Biografía
Es mucho lo que se ha escrito sobre este personaje, pero la mayor parte de sus biografías están basadas en testimonios inciertos, propiciando la circulación de infinidad de rumores. Sus dos únicos libros, Le Mystère des cathédrales (1926) y Les Demeures philosophales (1930 ), no tuvieron ningún peso comercial hasta principios de los años 60. El punto de inflexión en su fama lo marcó el libro Le Matin des magiciens (El retorno de los brujos) (1960), del periodista aficionado a los misterios Louis Pauwels y el ingeniero químico Jacques Bergier, publicado en octubre de 1960 por la editorial Gallimard. Se trata de un best seller que marca un antes y un después en la literatura del misterio en el siglo XX. Uno de sus capítulos comenta cierta charla mantenida en 1937 por Bergier con un alquimista anónimo, que le advirtió sobre los peligros de la energía atómica. Él supone que su interlocutor podría ser el Fulcanelli que firmó dos libros de alquimia en los años 20, aunque reconoce expresamente que era una mera elucubración suya. Sin embargo, el descomunal éxito de Le Matin des magiciens sirvió para poner el foco de la obra fulcanelliana, que automáticamente disparó sus ventas. Hasta ese momento sus dos libros habían tenido una muy escasa difusión.
Aprovechando la creciente fama del seudónimo, y el fallecimiento de casi todos los personajes implicados en la gestación de estos libros, a partir de 1960 el prologuista de sus dos obras Eugène Canseliet se encargó de presentar una figura de Fulcanelli llena de misterio. Según él, Fulcanelli era un seudónimo interpretable mediante la cábala fonética con  Vulcano-Hélios. Pinta un personaje nacido en 1839, que se movió hasta los años veinte del siglo pasado por Francia. También dijo haberse reencontrado con él en un lugar cerca de Sevilla, a principios de los años 50, cuando este hipotético Fulcanelli tendría más de 110 años (!). Siempre según las historias contadas por Canseliet, su maestro tenía una vasta erudición e importantes contactos con personalidades selectas e influyentes, como Eugène Emmanuel Viollet-le-Duc, Chevreul, la familia de Lessep, Grasset d’Orcet, el matrimonio Curie o Marcellin Berthelot.
No obstante, los testimonios más antiguos, independientes de Eugène Canseliet y tomados exclusivamente de fuentes entre 1910 y 1940, lo identifican con el pintor y alquimista Jean-Julien Champagne (1877-1932), ilustrador de las dos obras.
Las historias contadas por su discípulo a partir de 1960, sin más sostén que su propio testimonio, han alimentado todo tipo de hipótesis acerca de su identidad. Incluso que podría ser un seudónimo de un colectivo de alquimistas. Algunas de ellas son:
- La ya comentada de Julien Champagne, pintor y experto alquimista francés (Robert Ambelain, René Schwaller de Lubicz, Jules Boucher y Geneviève Dubois).
- Camille Flammarion, eminente astrónomo francés (esta hipótesis es sostenida por Frédéric Courjeaud).
- El escritor J.-H. Rosny aîné, seudónimo a su vez de Joseph Henri Honoré Boex.
- Pierre Dujols, librero parisino de la época.
- René Schwaller de Lubicz (versión sostenida por el científico Jacques Bergier).
- F. Jollivet-Castelot (tesis doctoral de Pierre Pelvet).
- Eugène Canseliet (versión de Paul Le Cour). Fulcanelli sería una suerte de anagrama de Canseliet. Canseli-et, Et-Canseli, Et-Caneli... la letra que sigue a la "E" es la "F", la letra que sigue a la "t" es la "u", queda "Fucaneli", muy cercano al seudónimo Fulcanelli... que se referiría también a "Vulcano".
- El llamado conde de Saint Germain
- Jules Violle, físico francés de renombre (versión de Patrick Rivière y de Johan Dreue).
- Alphonse Jobert, doctor francés (versión sostenida por Richard Khaitzine).

## Obra
Fue autor de:
- El misterio de las catedrales y la interpretación esotérica de los símbolos herméticos (Le Mystère des Cathédrales), escrito en 1922 y publicado en París en 1926. Se trata de un profundo análisis sobre la arquitectura de algunas catedrales de Francia y del contenido simbólico Alquímico - Hermético que estas contienen.
- Las moradas filosofales y el simbolismo hermético en sus relaciones con el arte sagrado y el esoterismo de la gran obra (Les Demeures Philosophales), publicado en París en 1930. Aplicando un estilo de análisis similar al de "El misterio de las catedrales", Fulcanelli expone en detalle simbolismos y significados ocultos en lo que denomina "moradas filosofales", siendo estas construcciones de variada índole, desde mansiones hasta esculturas -entre otras- y el como estas comparten ciertos aspectos con aquello que puede encontrarse cifrado en el interior de las catedrales. Por este motivo se recomienda leer primeramente "El misterio de las catedrales", dado que "Las moradas filosofales" plantea una expansión del tema propuesto con anterioridad.

En el año 2001 apareció en francés un texto con el título de Finis Gloriae Mundi como si fuese el texto que en su momento no se publicó. Para la mayoría de los estudiosos es un texto apócrifo ya que dicha obra relata sucesos que acontecen tras la Segunda Guerra Mundial, fecha para la cual se supone al autor ya fallecido. No obstante, otros estudiosos del tema entienden que el elixir de larga vida no es en modo alguno una quimera de la alquimia, sino una de las pruebas de la consecución de la piedra filosofal. El autor de la versión revisada del Finis Gloriae Mundi afirma en la nueva publicación: "No es costumbre que un adepto vuelva a coger la pluma después de haber franqueado la transmutación (...) abandonemos el manto de silencio con el que se cubre quien pasa por las ascuas del fénix", sugiriendo precisamente esto.
El problema de entender a Fulcanelli es que escribe con qualia, y solo el que vive la alquimia en carne propia puede entender.

## Cultura popular
En el mediometraje El enigma Fulcanelli. de 2013, Kaiser, un investigador, es contratado para encontrar a Carlos Flamel, escritor desaparecido en extrañas circunstancias, poco antes de entregar a su editor su última novela, sobre el maestro alquimista Fulcanelli.
En el prólogo de Cronos (1993), primer largometraje de Guillermo del Toro, un narrador afirma que "en 1536, huyendo de la inquisición, el alquimista Uberto Fulcanelli, desembarcó en el puerto de Veracruz, México." Fulcanelli fue nombrado relojero oficial del virrey de Mendoza y se dedicó a perfeccionar un ingenioso aparato mecánico que prometía ser la fuente de la vida eterna. El misterioso alquimista aparece moribundo 400 años más tarde, víctima del derrumbe de la bóveda de un edificio y el artefacto desaparece hasta que es encontrado en 1997 por el anticuario Juan Gris, personaje protagonista de la película.

## Edición en español
- El misterio de las catedrales. Colección: Ensayo Filosofía Debolsillo. Barcelona: Debolsillo. 2003. ISBN 9788497595148.
- Finis Gloriae Mundi. prol. de Jacques D´Ares. Barcelona: Ediciones Obelisco (No es seguro que sea una obra de su Autoría). 2002. ISBN 9788477209379.
- El misterio de las catedrales. 1 archivo de Internet (500 Kb) (E-Book). Brenes: Muñoz Moya. Editores Extremeños. 2001. ISBN 9788496074149.
- Las moradas filosofales. Barcelona: Ediciones Índigo. 2000. ISBN  9788489768475.